# Achaearanea rafaeli
Achaearanea rafaeli är en spindelart som beskrevs av Buckup och Marques 1991. Achaearanea rafaeli ingår i släktet Achaearanea och familjen klotspindlar. Inga underarter finns listade i Catalogue of Life.